# Gafanha da Encarnação
Gafanha da Encarnação is een plaats (freguesia) in de Portugese gemeente Ílhavo en telt 4907 inwoners (2001).